# Varqá

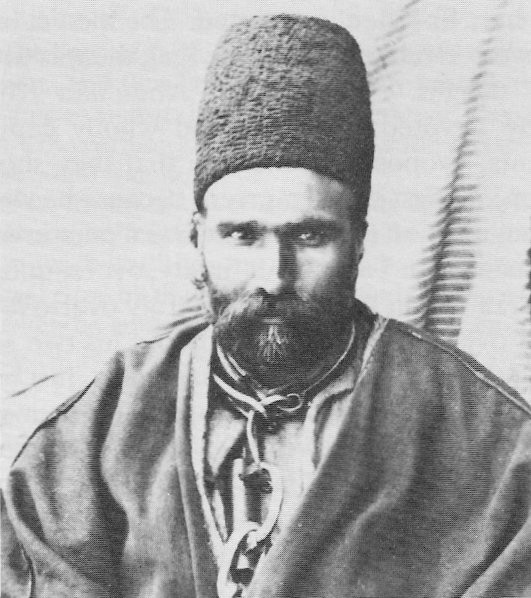
Varqá durante la sua prigionia

Varqá, in arabo ورقا‎?, come è meglio noto Mírzá `Alí-Muhammad, persiano ميرز علي محمد, morto nel 1896, fu un eminente seguace di Bahá'u'lláh, il fondatore della Fede bahai.

## Biografia
Varqá fu nominato da 'Abdu'l-Bahá Mano della Causa e indicato come uno dei diciannove Apostoli di Bahá'u'lláh.
Bahá'u'lláh gli indirizzò una tavola in cui lodava il rango dei Núrayn-i-Nayyirayn.
Varqá e il figlio Rúhu'lláh furono tra i primi Bahai ad essere martirizzati nel 1896 dalle autorità dell'Impero Persiano a causa della loro fede.
Il carnefice, Hajibu'd Dawlih, fu particolarmente crudele con i suoi prigionieri sia durante gli interrogatori che nella loro esecuzione.
Valíyu'lláh Varqá, un altro figlio di Varqá, fu nominato Mano della Causa da Shoghi Effendi nel 1951 e alla sua morte, 1955, il figlio `Alí-Muhammad Varqá fu anche lui nominato Mano della Causa, ed egli fu l'ultima Mano della Causa sopravvissuta, morì infatti nel 2007.